# إليان كارب
إليان شانتال كارب-توليدو هي عالمة أنثروبولوجيا بيروفية والسيدة الأولى السابقة للبيرو (زوجة رئيس البيرو السابق أليخاندرو توليدو). تختص كارب بدراسة ثقافات سكان الأنديز الأصليين.

## عائلتها وتعليمها

### نشأتها
وُلدت إليان شانتال كارب-توليدو في الرابع والعشرين من سبتمبر عام 1953 في باريس لوالدها البولندي تشارلز كارب ووالدتها البلجيكية روز فرننبورغ.
تعرض والدها تشارلز كارب يهودي الأصل لملاحقة الغيستابو ثم انضم إلى المقاومة الفرنسية.
أنهت كارب تعليمها المدرسي وحصلت على الشهادة الثانوية في مدرسة ليسيه الفرنسية في بروكسل.

### تعليمها
حصلت كارب على شهادة البكالوريوس في الأنثروبولوجيا من الجامعة العبرية في بيروت، واختصت في مجال الدراسات الأمريكية اللاتينية. وهي تملك أيضًا شهادة الماجستير في الأنثروبولوجيا من جامعة ستانفورد. أكملت كارب دراسة الدكتوراه في الأنثروبولوجيا في الجامعة ذاتها أيضًا.
تلقت كارب فصولًا دراسية في مجال دراسات المجتمعات السكانية الأصلية في الجامعة الوطنية المستقلة في المكسيك، وأجرت دراسات تخرج في مجال التطور الأنثروبولوجي والاقتصادي في جامعة البيرو الكاثوليكية الأسقفية.

### حياتها العائلية
في ستانفورد، التقت كارب أليخاندرو توليدو الذي تزوجته في عام 1972. ذهبت كارب إلى البيرو للمرة الأولى في أواخر سبعينيات القرن العشرين لدراسة مجتمعات السكان الأصليين فيها. في عام 1992، تطلق كارب وتوليدو لتعود كارب إلى إسرائيل مع ابنتها. تزوجت توليدو مرة أخرى وعادت إلى البيرو قبل حملة زوجها الانتخابية عام 1995.

## حياتها المهنية
في عام 1980، بدأت كارب العمل في المنظمات الدولية مثل منظمة الدول الأمريكية (أو إيه إس)، واليونيسيف، وبرنامج الأمم المتحدة الإنمائي (يو إن دي بي) حيث أجرت دراسات قياسية لتأثير مشاريع التنمية على المجموعات السكانية الأصلية.
في عام 1982، عملت في الوكالة الأمريكية للتنمية الدولية (يو إس إيه آي دي) الموجودة في ليما، حيث كانت مستشارة حتى عام 1987.
منذ نوفمبر عام 1987، بدأت العمل في البنك الدولي في العاصمة الأمريكية واشنطن بصفتها مسؤولة عن مشروع حول أمريكا اللاتينية وأفريقيا حتى عام 1992.

### حياتها المهنية الأكاديمية
عملت كارب منذ فترة قريبة أستاذةً مساعدةً في كلية إليوت للشؤون الدولية التابعة لجامعة جورج واشنطن، وعملت في السابق أستاذةً زائرةً وبروفيسورةً زائرةً في قسم الأنثروبولوجيا التابع لجامعة ستانفورد.
نالت كارب لقب الزميل المقيم المتميز من مركز الدراسات المتقدمة في العلوم السلوكية التابع لجامعة ستانفورد، وعملت بروفيسورةً زائرةً في جامعة سلامنكا – معهد دراسات أمريكا الإيبيرية (الجزء من القارتين الأمريكيتين الذي كان خاضعًا لسيطرة إسبانيا والبرتغال خلال الفترة الاستعمارية).

## مساهماتها السياسية
خلال حملة زوجها الرئاسية في عام 2001، ساهمت كارب في الحملة الانتخابية التي اعتمدت اعتمادًا كبيرًا على الإرث الثقافي الأصلي لتوليدو. ارتدت الزي التقليدي لسكان الأنديز وجمعت المنتخبين في كتشوا وأعلنت عن التزام الزوجين بقضايا السكان الأصليين. تبعًا لصحيفة ذا نيويورك تايمز، «شعرها الأحمر بلون اللهب وخطاباتها النارية جعلت منها شخصًا دائم الحضور ذائع الصيت ومثيرًا للجدل في تجمعات تلك الحملة الانتخابية».
في عام 2001، أصبحت كارب السيدة الأولى لجمهورية البيرو عندما انتُخب توليدو رئيسًا، وهو منصب حافظت عليه حتى عام 2006. عندما كان زوجها رئيس البلاد، أصبحت كارب الرئيس الفخري لصندوق التنمية للمجتمعات السكانية الأصلية في أمريكا اللاتينية والكاريبي.